# Festivalbar 2001 (compilation)
Festivalbar 2001 è una compilation di brani musicali famosi nel 2001, pubblicata nell'estate di quell'anno in concomitanza con l'edizione omonima del Festivalbar. La compilation, in realtà divisa in due diverse pubblicazioni e differenziata con copertine rossa e blu, è composta da quattro CD da 18 tracce l'uno, e i dischi sono equamente divisi, due nella rossa e due nella blu.
La versione blu è stata pubblicata dall'etichetta Columbia, mentre la rossa dalla Universal.

## Compilation rossa

### Disco 1
1. Vasco Rossi – Siamo soli
2. Janet Jackson – All for You
3. Ronan Keating – Lovin' Each Day
4. Alex Britti – Io con la ragazza mia tu con la ragazza tua
5. Nelly Furtado – I'm Like a Bird
6. Gorillaz – Clint Eastwood
7. Dakar & Grinser – Stay with Me
8. Eve – Who's That Girl
9. Tricarico – Drago
10. Gazosa – www.mipiacitu
11. Paulina Rubio – Lo haré por ti
12. The Ark – It Takes a Fool to Remain Sane
13. Modjo – Chillin'
14. Depeche Mode – Dream On
15. Reggae National Tickets – I Got U Baby
16. Standfast – Carcrashes
17. Paps'n'Skar – Get It On
18. Bryan Adams – I'm Ready

### Disco 2
1. Bon Jovi – One Wild Night
2. Texas – Inner Smile
3. Emma Bunton – What Took You So Long?
4. Neffa – La mia signorina
5. Robbie Williams – Let Love Be Your Energy
6. Mark Lopez – Guitar
7. Noelia – Candela
8. Davide De Marinis – La pancia
9. Kelly Joyce – Avec l'amour
10. Coldplay – Don't Panic
11. Roxette – Real Sugar
12. Lionel Richie – Cinderella
13. Velvet – Boyband
14. DeNiro – Rock with You
15. Giuliano Palma & The Bluebeaters – Che cosa c'è
16. Lùnapop – 50 Special
17. Jarabe de Palo – Dos dìas en la vida
18. Bond – Victory

## Compilation blu

### Disco 1
1. Eros Ramazzotti e Cher – Più che puoi
2. Dido – Here with Me
3. Alcazar – Crying at the Discoteque
4. Jennifer Lopez – Love Don't Cost a Thing
5. Westlife – Uptown Girl
6. Faith Hill – The Way You Love Me
7. Raf – Infinito
8. Giorgia – Senza ali
9. Edoardo Bennato – L'isola che non c'è
10. Eiffel 65 – Lucky (In My Life)
11. Alexia – Money Honey
12. Ricky Martin – Nobody Wants to Be Lonely
13. Jessica Simpson – Irresistible
14. Christina Aguilera – Pero me acuerdo de tí
15. Evan and Jaron – Crazy for This Girl
16. Syria – Maledetto il giorno
17. Lou Bega – Gentleman
18. Paola & Chiara – Fino alla fine

### Disco 2
1. Irene Grandi – Per fare l'amore
2. Destiny's Child – Survivor
3. 883 – Bella vera
4. LeAnn Rimes – Can't Fight the Moonlight
5. Anastacia – Not That Kind
6. Toploader – Just Hold On
7. Lisa Stansfield – Let's Just Call It Love
8. Pino Daniele – Sara
9. Anna Oxa – Un'emozione da poco
10. Lollipop – Down Down Down
11. Craig David – Walking Away
12. Hooverphonic – Mad About You
13. Spooks – I've a
 Seen
14. Mothership – I Adore You
15. Marcela Morelo – Para toda la vida
16. Train – Drops of Jupiter (Tell Me)
17. Sade – King of Sorrow
18. Laura Pausini – Fidati di me

## Classifiche

### Versione rossa
| Classifica (2001)              | Posizione massima |
| ------------------------------ | ----------------- |
| Italia                         | 2                 |
| Classifica di fine anno (2001) | Posizione         |
| Italia                         | 13                |

### Versione blu
| Classifica (2001)              | Posizione massima |
| ------------------------------ | ----------------- |
| Italia                         | 1                 |
| Classifica di fine anno (2001) | Posizione         |
| Italia                         | 6                 |